# Jasper Heywood
Jasper Heywood (Londra, 1535 – Napoli, 9 gennaio 1598) è stato un gesuita, poeta e latinista inglese.
È conosciuto per essere stato il primo ad avere tradotto in inglese tre tragedie latine di Seneca, le Troades (1559), il Thyestes (1560) e l'Hercules furens (1561).

## Biografia
Jasper Heywood era figlio di John Heywood, e divenne un fellow del Merton College di Oxford, ma fu costretto a dimettersi nel 1558. Nello stesso anno fu eletto membro del All Souls College, ma, rifiutando di conformarsi ai cambiamenti religiosi imposti all'inizio del regno di Elisabetta I, lasciò l'Inghilterra e andò a Roma, dove entrò nella Compagnia di Gesù.
Per diciassette anni fu professore di teologia morale e controversie nel Collegio dei Gesuiti di Dillingen, nell'attuale Baviera. Nel 1581 fu inviato in Inghilterra come superiore della missione gesuita, ma la sua indulgenza in quella posizione portò al suo richiamo.
Sulla via del ritorno al continente, una violenta tempesta lo spinse di nuovo sulla costa inglese. Fu arrestato con l'accusa di essere un prete, ma, nonostante gli sforzi fatti per indurlo ad abiurare le sue opinioni, rimase fermo. Fu condannato all'esilio perpetuo dal paese pena la morte e morì a Napoli il 9 gennaio 1598. Era zio del poeta e predicatore John Donne.

## Opere
Le traduzioni in versi di Heywood delle Tragedie di Seneca furono raccolte insieme ad altre realizzate da Alexander Neville, Thomas Nuce, John Studley e Thomas Newton dallo stesso Newton in un unico volume, Seneca, his tenne tragedies translated into Englysh (1581). L'importanza di quest'opera nello sviluppo del teatro inglese, soprattutto quello dell'età elisabettiana non può essere sopravvalutata.
Heywood scrisse anche quattro poesie, pubblicate nel 1576 nella collezione elisabettiana conosciuta con il titolo The Paradise of Dainty Devices.

## Traduzioni
- (EN) Seneca, his tenne tragedies translated into Englysh, London, Thomas Marsh, 1581. URL consultato il 22 settembre 2019.

## Fonti
- Dr. J.W. Cunliffe, On the Influence of Seneca upon Elizabethan Tragedy (1893).